# Dundee Football Club
El Dundee Football Club es un club de fútbol de Escocia, con sede en la ciudad de Dundee. El club fue fundado en 1893 y disputa sus partidos como local en Dens Park. Sus colores tradicionales son camiseta azul oscuro, pantalones blancos y medias azul oscuro. Compite en la Scottish Premiership, máxima categoría del fútbol escocés.
El club cuenta en su palmarés con una liga, conseguida en la temporada 1961–62, y una Copa de Escocia que ganó en 1909–10. Su mejor resultado en competición europea ha sido alcanzar las semifinales de la Recopa de Europa en 1962–63 y de la Copa de Ferias en 1967–68 al ser eliminados por el AC Milan y el Leeds United, respectivamente. El rival tradicional del club es el Dundee United, también con sede en la ciudad. Sus instalaciones están a pocos metros el uno del otro y son los segundos estadios más próximos de fútbol profesionales en el mundo.

## Entrenadores
- Willie Wallace (1899–19)
- Sandy MacFarlane (1919–25)
- Alec McNair (1925–28)
- Sandy MacFarlane (1928)
- Jimmy Bisset (1928–33)
- Billy McCandless (1933–37)
- Andy Cunningham (1937–40)
- George Anderson (1944–54)
- Willie Thornton (1954–59)
- Bob Shankly (1959–65)
- Sammy Kean (interino) (1965)
- Bobby Ancell (1965–68)
- John Prentice (1968–72)[2]
- David White (1972–77)[2]
- Tommy Gemmell (1977–80)[2]
- Don Mackay (1980–84)[2]
- Archie Knox (1984–86)[2]
- Jocky Scott (1986–88)[2]
- Dave Smith (1988–89)[2]
- Gordon Wallace (1989–91)[2]
- John Blackley (interino) (1991)
- Iain Munro (1991–92)[2]
- Simon Stainrod (1992–93)[2]
- Jim Duffy (1993–96)[2]
- John McCormack (1997–98)[2]
- Jocky Scott (1998–00)[2]
- Ivano Bonetti (2000–02)[3][4]
- Jim Duffy (julio de 2002–septiembre de 2005)[5][6]
- Gerry Britton (interino) (2005)[7]
- Alan Kernaghan (septiembre de 2005–abril de 2006)[8][9]
- Barry Smith/Bobby Mann (interinos) (2006)[10]
- Alex Rae (2006–08)[11][12]
- David Farrell (interino) (2008)[13]
- Jocky Scott (octubre de 2008–marzo de 2010)[14][15]
- Gordon Chisholm (marzo de 2010–octubre de 2010)[16][17]
- Barry Smith (octubre de 2010–febrero de 2013)[18][19]
- John Brown (Feb 2013–Feb 2014)[20]
- Paul Hartley (Feb 2014 – 2017)
- Neil McCann (2017–2018)
- Jim McIntyre (2018–2019)
- James McPake (2019–2022)
- Mark McGhee (2022)

## Récords
- Mayor asistencia: 136,495 Final de la Copa de Escocia de 1952 ante el Motherwell. Récord en un partido de Escocia que no incluya a los equipos de la Old Firm.[21]
- Mayor asistencia de local: 43,024 vs Rangers, 7 de febrero de 1953, Scottish Cup Ronda 2[22]
- Mayor asistencia promedio de local en una temporada: 24,532, temporada 1948–49 (15 juegos)[23]
- Mayor victoria en Liga: 10–0 vs. Queen of the South 1962. vs. Alloa Athletic 1947 vs. Dunfermiline Athletic 1947
- Peor derrota en Liga: 11–0 vs. Celtic 1895
- Más convocatorias a selección: Alex Hamilton, 24 para Escocia
- Más partidos de Liga: Bill Marsh, 386, 1924–1937 & Barry Smith, 400, 1995–2006
- Máximo goleador de Liga: Alan Gilzean, 113
- Más goles en una temporada: Alan Gilzean, 52, 1963–64
- Mayor racha invicta: 23 (2 de octubre de 2010 – 26 de marzo de 2011)
- Mayor compra: £600,000, Fabián Caballero del Club Sol de América
- Mayor venta: £1,200,000, Robert Douglas al Celtic
- Jugador más viejo: Bobby Geddes, 49 años ante el Raith Rovers 21 de abril de 2010
- Mejor resultado en competencias europeas: Semifinales (Copa de Campeones de Europa 1962-63, Copa de Ferias 1967-68)

## Palmarés

### Torneos nacionales
- Liga de Escocia (1): 1961-62
- Copa de Escocia (1): 1909-10
- Copa de la Liga de Escocia (3): 1951-52, 1952-53, 1973-74
- Segunda División de Escocia (6): 1946-47, 1978-79, 1991-92, 1997-98, 2013-14, 2022-23
- Scottish Challenge Cup (2): 1990-91, 2009-10

### Títulos locales
- Dewar Shield (11): 1900-01, 1902-03, 1904-05, 1946-47, 1947-48, 1948-49, 1950-51 (compartido), 1956-57, 1957-58, 1971-72, 1973-74[24]
- Penman Cup (4): 1917-18, 1921-22, 1928-29, 1929-30[25]
- High Cup (3): 1905-06, 1906-07, 1908-1909[26]
- Robertson Cup (6): 1910-11 (compartido), 1913-14, 1914-15, 1915-1916 (compartido), 1919-1920, 1932-1933[27]
- Forfarshire County League/Carry Cup (3): 1900-01, 1901-02, 1904-05 (ganado por el equipo de reserva)[24]
- Copa de Forfarshire (28): 1893-94, 1894-95, 1900-01, 1902-03, 1904-05, 1908-09, 1911-12, 1912-13, 1922-23, 1924-25, 1925-26, 1934-35, 1937-38, 1944-45, 1945-46, 1946-47, 1948-49, 1949-50, 1954-55, 1955-56, 1959-60, 1965-66, 1966-67, 1970-71, 1985-86, 1988-89, 1989-90, 1999-00[28]
- Dundee Charity Cup (3): 1896-97, 1899-00, 1900-01[29]
- Wallace Cup (1): 1930-31[30]
- Loftus Cup (1): 1917-18[31]
- Evening Telegraph Challenge Cup (1): 2006